# Philodromus vagulus
Philodromus vagulus är en spindelart som beskrevs av Simon 1875. Philodromus vagulus ingår i släktet Philodromus och familjen snabblöparspindlar. Inga underarter finns listade i Catalogue of Life.